# Microstegium borianum
Microstegium borianum là một loài thực vật có hoa trong họ Hòa thảo. Loài này được Sur mô tả khoa học đầu tiên năm 1983.